# St. Matthäus (Heroldsberg)

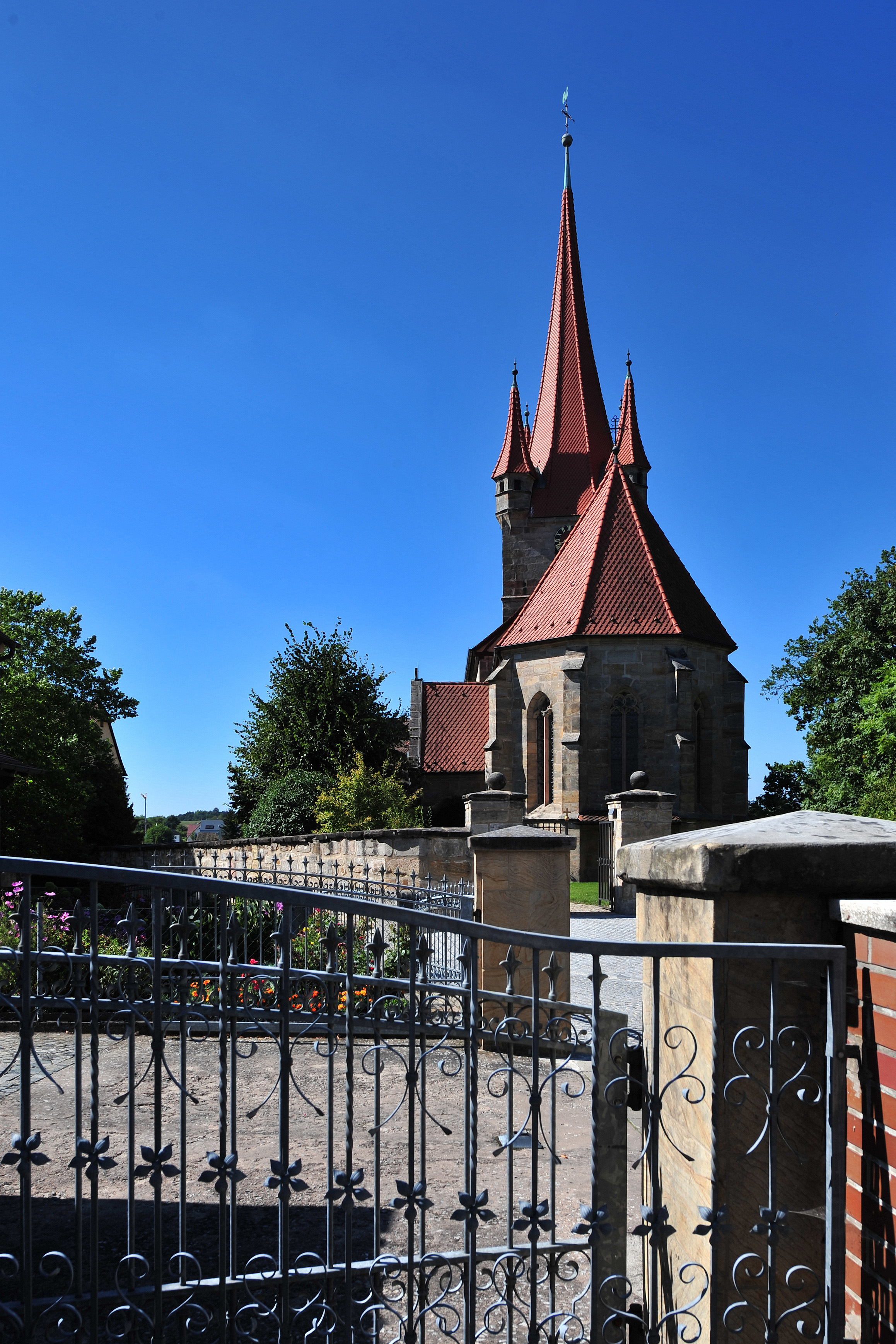
St. Matthäus (Heroldsberg)

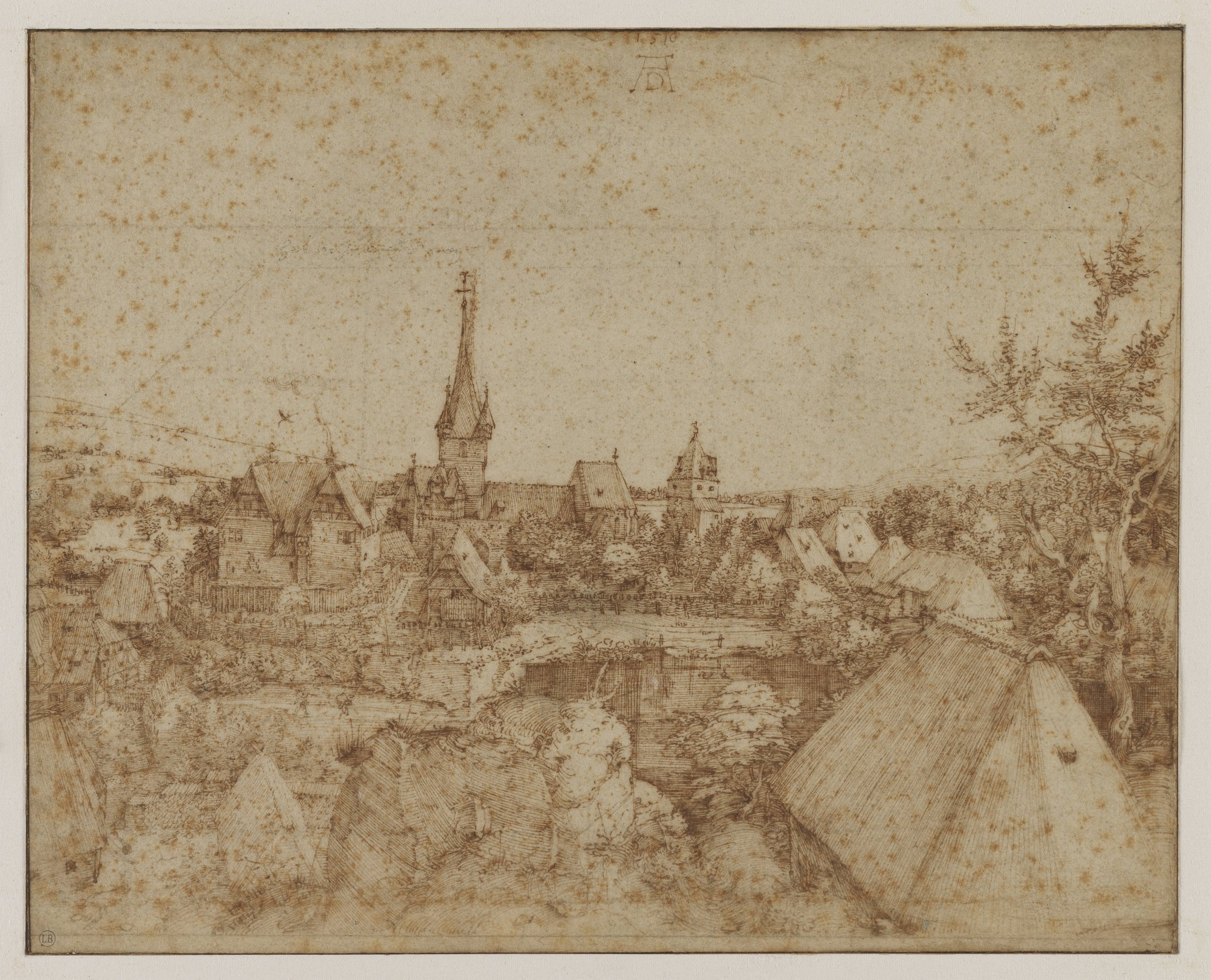
Albrecht Dürer: „Das Kirchdorf“ (1510)

St. Matthäus ist eine über 500 Jahre alte evangelische Kirche in der mittelfränkischen Marktgemeinde Heroldsberg. Die 1477 als „St. Margaretha“ erstmals in einer Urkunde des Bistums Bamberg erwähnte Kirche erhielt ihren heutigen Namen St. Matthäus nach der Reformation im Jahre 1525. Der  Kirchenbau liegt eingebettet zwischen den vier Heroldsberger Schlössern auf einer Anhöhe und ist bekannt durch Albrecht Dürers Federzeichnung „Das Kirchdorf“ (1510).

## Baugeschichte
Die Kirche wurde ursprünglich als Wehrkirche/Burgkirche angelegt. Sie war gekennzeichnet durch Wehrgänge, Vorrats- und Unterkunftsräume sowie Wachtürme. Die Befestigungsanlagen wurden im 19. Jahrhundert größtenteils abgebrochen. Dicke Sandsteinmauern um den Kirchenhof zeugen noch von der ehemaligen Befestigung.
Ältester erhaltener Bauteil des Kirchenbaus ist der im 12.–13. Jahrhundert errichtete Kirchturm. Dieser erhielt seine heutige Form mit den vier Scharwachtürmen bei einem Umbau im Jahr 1435 und kennzeichnet den Wehrcharakter des Kirchenbaus. Im Eingangsbereich des Turms befinden sich fragmentarisch erhaltene Fresken der vier Evangelisten: Matthäus (Mensch), Markus (Löwe), Lukas (Stier) und Johannes (Adler). Die Malereien gehen auf die Zeit um 1380 zurück.
Chor und Altar der Kirche wurden 1444 geweiht. Das Mittelschiff erhielt seine heutige Form 1820/21 nach einer Aufstockung. Dabei wurde das Dach angehoben und eine zweite Empore eingebaut. Die Bemalung der Emporenbrüstung wurde 1977 nach dem ehemaligen klassizistisch-biedermeierlichen Dekor von 1821 wiederhergestellt.
Im Zweiten Weltkrieg wurde der Turm der Kirche durch amerikanischen Beschuss beschädigt. Nachdem erste Schäden bereits 1946/47 beseitigt worden waren, erfolgte die vollständige Behebung der durch den Krieg verursachten Schäden im Jahr 1956.